# Pédiculose corporelle
 Mise en garde médicale
La pédiculose corporelle  est une maladie de la peau due à un parasite (ectoparasitose), le pou de corps. Elle atteint surtout les personnes vivant dans des conditions précaires  et s'exprime par un prurit (des démangeaisons) intense du tronc. Le diagnostic est clinique. La transmission se fait par contact direct ou avec l'environnement. La maladie peut se compliquer de surinfection cutanée ou d'autres maladies potentiellement graves dont le pou est vecteur spécifique. Le traitement peut comporter la désinfection du corps et la décontamination de l'environnement.

## Épidémiologie
La pédiculose corporelle atteint les personnes vivant dans des conditions sanitaires ou socioéconomiques dégradées (dans un contexte de guerre, par exemple, ou sans domicile). Dans les pays développés, l'infestation est cosmopolite, mais atteint surtout les populations défavorisées comme les sans domicile.

## Agent causal
Le pou de corps ou Pediculus humanus corporis est un insecte de la famille des anoploures, et parasite hématophage (se nourrissant de sang) strictement humain. Il vit principalement au sein des vêtements, où la femelle pond quelques œufs (« lentes ») par jour. Un œuf éclot en sept à dix jours, puis le pou se rend environ cinq fois par jour sur la peau de l'hôte pour s'y nourrir. Sa durée de vie est de vingt à trente jours dans un environnement favorable, caractérisé par une température voisine de 30 °C et un taux d'humidité avoisinant 80 %. Il ne survit pas lorsque la température dépasse 50 °C ou si l'humidité est inférieure à 40 %. Ses piqûres provoquent une réaction allergique locale au bout de trois ou quatre semaines, et le grattage peut être source de surinfection locale à staphylocoque et streptocoque. Les excréments du pou, déposés sur la peau, peuvent contenir trois bactéries pathogènes : Rickettsia prowazekii, Borrelia recurrentis et Bartonella quintana.

## Clinique
Le symptôme principal est un prurit important, avec des excoriations multiples et une éruption maculeuse et papuleuse (faite de taches et de boutons) au niveau du thorax et des épaules. Lorsque l'infestation est chronique, il peut exister une mélanodermie (peau foncée) ou « mélanose des vagabonds ». Parfois une symptomatologie plus variée peut se voir au bout de plusieurs mois, associant fièvre, céphalée (mal de tête), myalgies (douleurs musculaires). Les lentes peuvent être visibles sur les fils des vêtements, et les poux sur la peau.

## Diagnostic
Le diagnostic est clinique devant un contexte et une symptomatologie évocateurs, et l'observation des vêtements.

## Complications
La pédiculose corporelle peut être à l'origine de surinfections cutanées locales en rapport avec la flore cutanée de l'hôte, principalement staphylocoque et streptocoque, à type d'impétiginisation. Le pou de corps est également vecteur des bactéries Rickettsia prowazekii, Borrelia recurrentis et Bartonella quintana, agents respectivement responsables du typhus exanthématique, de la fièvre récurrente à poux et de la fièvre des tranchées.

## Traitement
Le traitement de la pédiculose corporelle peut recourir à la désinfection des vêtements, de la literie, et de la peau du malade. La décontamination de l'environnement se fait idéalement par changement des affaires, sinon par lavage en machine à 60 °C ou par désinfection. Le traitement de la peau est local avec un savonnage simple, suivi de l'application d'un produit pédiculicide (qui tue les poux) sur tout le corps, maintenu en place 12 à 24 h puis rincé. Le produit pédiculicide peut être un pyréthrinoïde, le malathion ou le lindane. Un traitement médicamenteux oral par ivermectine peut également être proposé.
En pratique, le traitement est surtout celui de l'environnement,, avec éventuellement utilisation d'un pédiculicide cutané.

## Recherche
Bien qu'il soit communément admis que la pédiculose corporelle et la pédiculose du cuir chevelu soient dues à deux sous-espèces différentes de l'insecte Pediculus humanus, certaines observations suggèrent qu'il puisse exister une sous-espèce commune.

## Cas célèbre
Le roi Raoul de France[réf. nécessaire] serait mort en 936 des suites d'une pédiculose corporelle.